# Karl von Hassell (Richter)
Karl Georg Christian von Hassell (* 7. Januar 1841 in Stade; † 13. Dezember 1925 in Leipzig) war ein deutscher Jurist, zuletzt Senatspräsident am Reichsgericht in Leipzig.

## Leben
Karl von Hassell studierte an der Universität Heidelberg Rechtswissenschaften. 1860 wurde er dort Mitglied des Corps Vandalia Heidelberg. 1862 war das Jahr seiner ersten Vereidigung. 1867 wurde er Gerichtsassessor in Hannover. 1869 erfolgte die Ernennung zum Amtsrichter in Papenburg. 1874 wurde er Substitut des Kronanwalts. 1875 ernannte man ihn zum Obergerichtsassistenten. 1878 wurde er zum Obergerichtsrat befördert und war Substitut des Oberkronanwalts. 1879 wurde er Landgerichtsrat und 1888 Oberlandesgerichtsrat in Stettin. Er kam 1896 an das Reichsgericht. Als Reichsgerichtsrat war er im IV. Strafsenat, III. Strafsenat, I. und   VII. Zivilsenat tätig. 1907 wurde er Senatspräsident des VII. Zivilsenats des Reichsgerichts. Am 1. April 1914 wurde er Senatspräsident des VI. Zivilsenats. 1917 erhielt er den Titel eines Wirklichen Geheimen Rats. Am 1. Juli 1919 trat er in den Ruhestand.

## Familie
Der Vater Christian von Hassell (1805–1860) war Oberappellationsgerichtsrat in Celle und zuletzt Obergerichtspräsident in Hildesheim. Sein Bruder Leopold (1843–1913) war Oberlandesgerichtspräsident in Kassel. Der Diplomat Ulrich von Hassell (1881–1944) war sein Neffe.